# Josiah Jamison

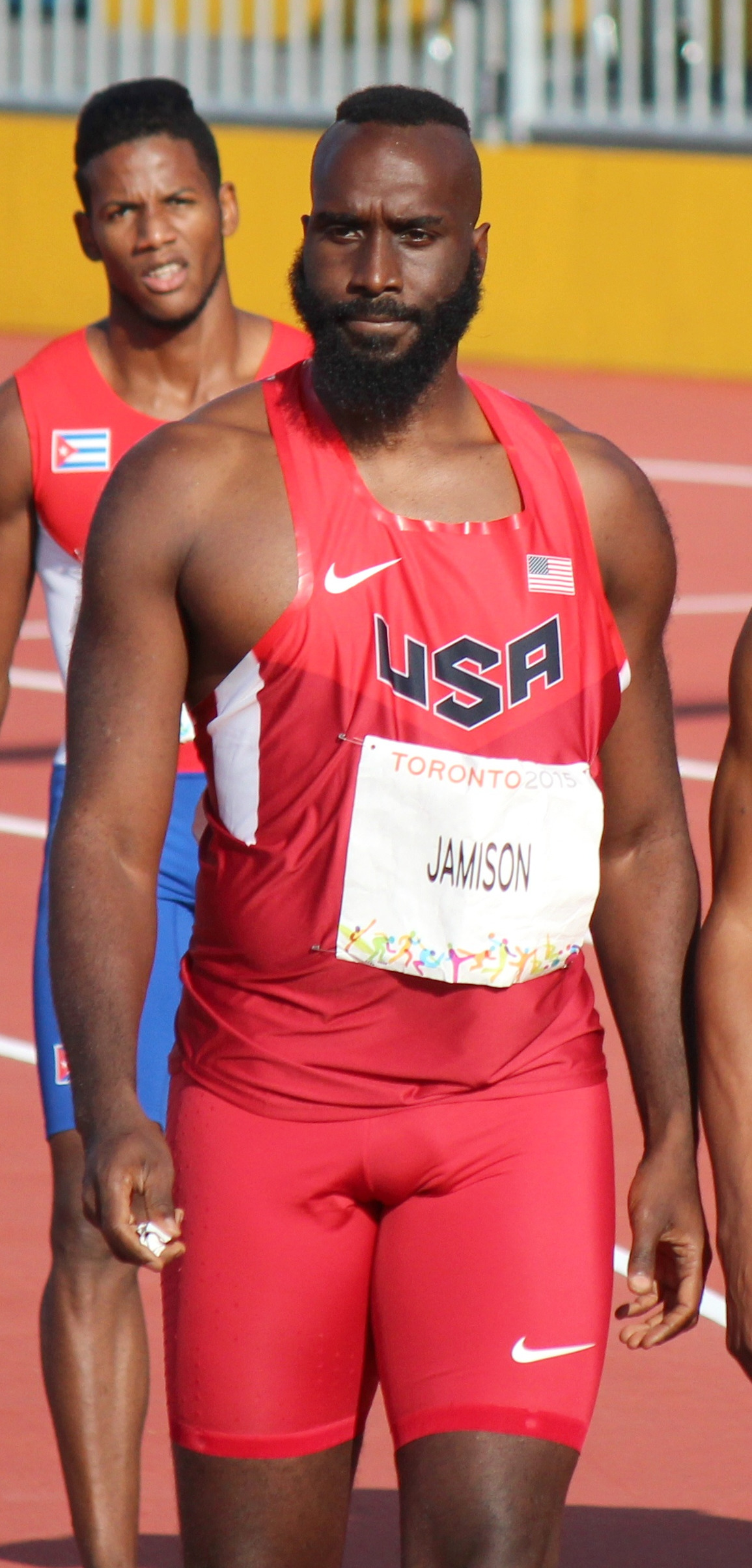
Josiah Jamison

Josiah Jamison (* 18. August 1982 in den Vereinigten Staaten) ist ein US-amerikanischer Leichtathlet.
Jamison kam während seiner Zeit an der South Carolina School for the Deaf and Blind in Spartanburg mit Leichtathletik in Berührung. Verantwortlich dafür waren Jack Todd, der Mitarbeiter dieser Schule war, und Royal Mitchell, der heute ein Mannschaftskamerad von Jamison im US-amerikanischen paralympischen Leichtathletikteam ist.
Jamison läuft vorzugsweise 100- und 200-m-Strecken. Nach eigenen Aussagen liegt seine Stärke auf der 200-m-Strecke. 2008 in Peking gewann er seine erste paralympische Medaille, als er in der T12-Wertung auf der 100-m-Strecke vor dem Nigerianer Adekunle Adesoji und dem Chinesen Yang Yuqing ins Ziel kam. Daneben trat er auch bei der 200-m-Strecke (T12), der 4 × 100-m-Strecke (T11-T13) und der 400-m-Strecke (T12) an.

## Erfolge
Sommer-Paralympics
- 2008 Peking: Gold (100 m, T12)

Internationale Wettbewerbe
- 2005 IPC Open European Championships in Espoo, Finland: Silber (100 m)
- 2006 IPC Athletics World Championships in Assen, Niederlande: Gold (100 m)
- 2007 Parapan American Games in Rio de Janeiro, Brasilien: Silber (400 m)
- 2007 Parapan American Games in Rio de Janeiro, Brasilien: Bronze (100 m)
- 2007 Parapan American Games in Rio de Janeiro, Brasilien: Bronze (200 m)